# Beata Jaroszewska

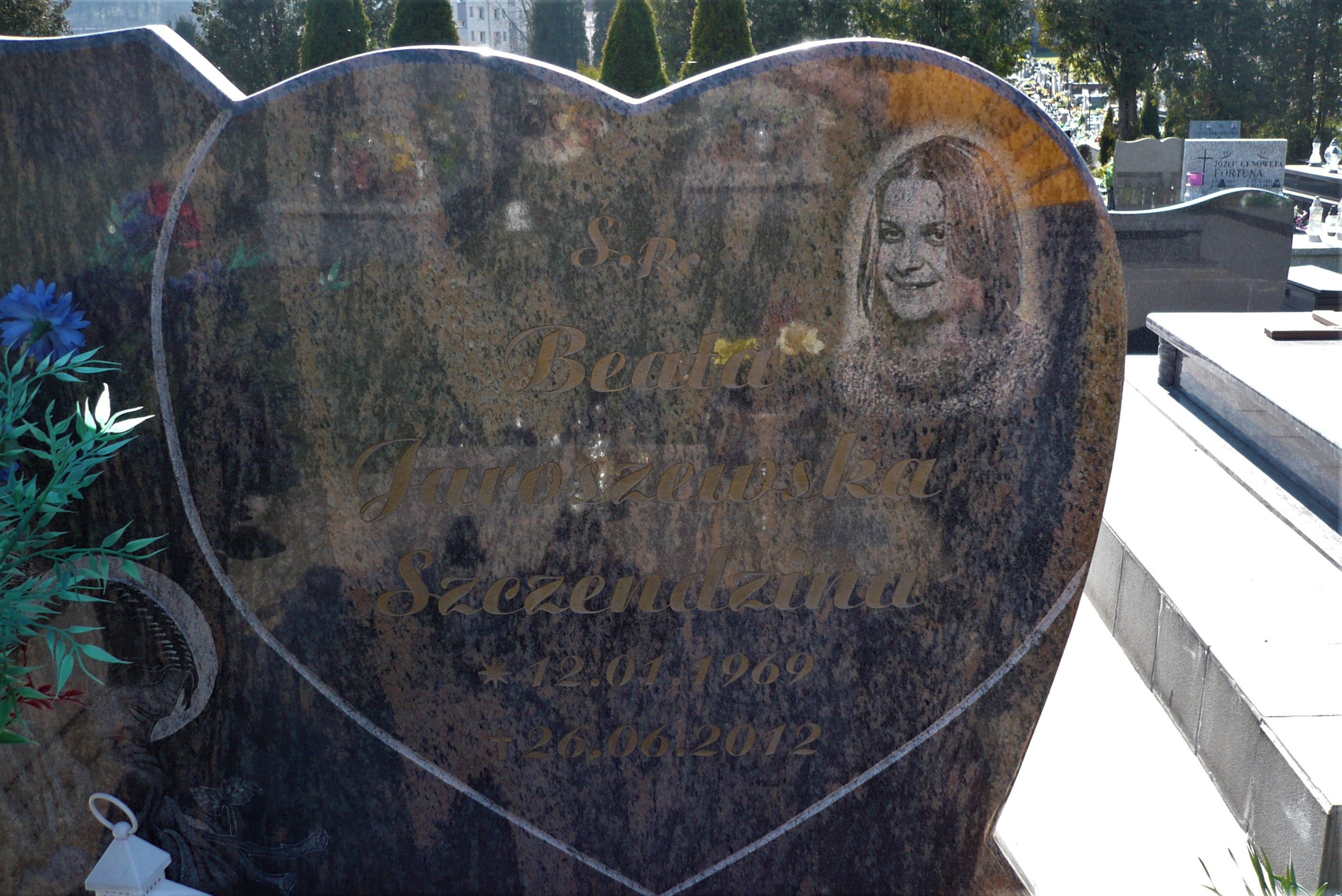
Pomnik B. Jaroszewskiej na cmentarzu w Nowej Rudzie

Beata Jaroszewska (ur. 12 stycznia 1969 w Nowej Rudzie, zm. 26 czerwca 2012) – polska poetka.
Współzałożycielka Noworudzkiego Klubu Literackiego Ogma (1990); jurorka ogólnopolskiego konkursu poetyckiego O Laur Kosmicznego Koperka, oraz wspólnie z Karolem Maliszewskim i Olgą Tokarczuk Dolnośląskiego Konkursu Literacko-Dziennikarskiego Moja mała ojczyzna; od 2012 im. Beaty Jaroszewskiej. Sekretarz i grafik miesięcznika Wiadomości Katolickie. Nauczycielka w Gimnazjum nr 1 im. Zjednoczonej Europy w Nowej Rudzie. Swoje wiersze publikowała w prasie lokalnej, m.in. Gazecie Noworudzkiej, Trybunie, BregArcie oraz w antologiach klubowych. 
Karol Maliszewski w posłowiu arkusza Jakaś dziwna radość o poezji Beaty Jaroszewskiej pisał:

Piosenki radości, a właściwie nieśmiały szept, poezja uboga Beaty Jaroszewskiej. Bez fajerwerków i pseudopoetyckiego zadęcia potrafi z kilku słów wydobyć więcej, niźli niejedna księga chciałaby zawierać.

## Publikacje
- Jakaś dziwna radość, 1992
- On mieszka w drzewach, 1997.